# Marcinelle

Lage von Marcinelle in der Stadt Charleroi

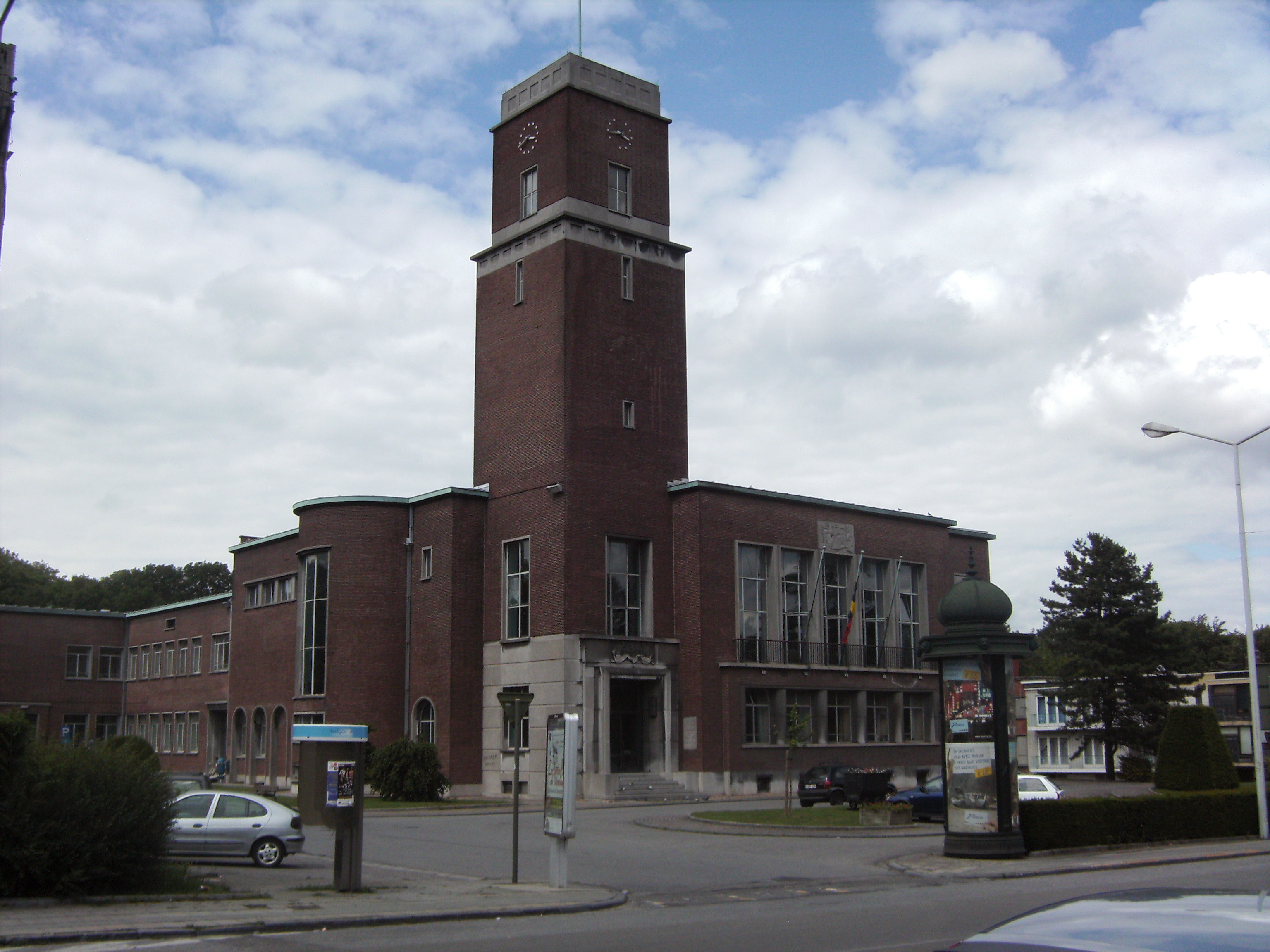
Rathaus

Marcinelle heißt ein Stadtbezirk der belgischen Stadt Charleroi am Ufer der Sambre in der Provinz Hennegau.

## Geschichte
Marcinelle wurde 980 erstmals urkundlich erwähnt.
Im 19. Jahrhundert avancierte Marcinelle wie nahezu alle Ortschaften des Steinkohlereviers von Charleroi zur Industriegemeinde in deren Folge Bergwerke und Stahlindustrie entstanden.
1898 gründete Charles Dupuis eine Druckerei und 1922 den Comicverlag Dupuis. Den lockeren Stil der Zeichner des Verlags bezeichnete man nach dem Zweiten Weltkrieg als École Marcinelle.
Im Kohlebergwerk Bois du Cazier geschah am 8. August 1956 ein Grubenunglück mit 262 Toten. Der DDR-Künstler Karl-Erich Müller widmete diesem Ereignis einen Grafikzyklus und das Tafelbild Memento Marcinelli.
In den 1960er Jahren wurden beim Niedergang der Montanindustrie die Bergwerke geschlossen.
Beim Zusammenschluss belgischer Gemeinden 1977 wurde Marcinelle in die Stadt Charleroi eingegliedert.
Der Mörder Marc Dutroux hatte hier sein Haus. 2022 wurde es abgerissen.